# Raniero Capocci
Raniero Capocci, o Rainerio da Viterbo (Viterbo, 1180/1190 – Lione, 27 maggio 1250), è stato un cardinale italiano, creato da papa Innocenzo III. È famoso per essere stato uno storico ed implacabile avversario di Federico II.

## Biografia

### Inizi e primi impegni come cardinale
Nacque a Viterbo tra il 1180 ed il 1190. Pochissimo si sa della sua formazione. Alcuni storici del '600 dicono che Raniero sia entrato precocemente nell'Ordine Cistercense, divenendo in giovane età abate dell'Abbazia delle Tre Fontane, allora situata nei dintorni di Roma. In realtà, anche se vi sono molti segni della vicinanza di Raniero ai cistercensi, il fatto che egli, una volta divenuto cardinale, abbia sempre mantenuto il titolo di cardinale diacono fa presumere che il Capocci non sia mai stato ordinato sacerdote e questo escluderebbe un possibile titolo di abate. Si sa invece con certezza che entrò nella Curia romana prima del 1215, anno in cui conseguì la nomina a notaio pontificio, ottenendo anche la qualifica di magister, verosimilmente per gli importanti studi seguiti in quel periodo, tanto che, in breve tempo, divenne un vero maestro nell'Ars dictandi,e fu parimenti noto per la sua vasta cultura enciclopedica. Nell'agosto di quello stesso 1215 papa Innocenzo III lo inviò, insieme al "cappellano papale" Niccolò da Chiaromonte, presso l'Abbazia di Montecassino per indagare sulla condotta dell'abate Adenolfo: la relazione che concluse l'indagine portò alla destituzione dell'abate medesimo.
All'inizio del 1216 Innocenzo III lo creò cardinale diacono, con titolo di Santa Maria in Cosmedin, titolo che mantenne fino alla morte. Sempre nel 1216 il papa gli affidò anche importanti incarichi come legato pontificio in Lombardia. Morto Innocenzo III il 16 luglio 1216, gli successe dopo due soli giorni papa Onorio III, che continuò a tenere il cardinale viterbese in grande considerazione, nominandolo, tra il 1220 ed il 1221, dapprima rettore del ducato di Spoleto, quindi dei contadi di Assisi e Nocera Umbra, e successivamente di quello di Gubbio. In quegli anni strinse una profonda amicizia con il cardinale Ugolino di Anagni, che sarà molto importante quando, nel 1227 Ugolino diventerà papa Gregorio IX. Sempre in quel periodo crebbe il suo interesse per gli ordini religiosi, per i francescani, certo, ma specialmente per i cistercensi ed i domenicani, che lo spinse a profonde riflessioni mistiche, tanto che si manifestò in lui una significativa vicinanza con l'escatologia spirituale di Gioacchino da Fiore. Intanto, nel 1231, Capocci divenne cardinale protodiacono.

### L'amicizia con papa Gregorio IX
Nel 1234 Gregorio IX lo nominò rettore della Tuscia, legato pontificio nel patrimonio di san Pietro, nonché capitano delle milizie papali. Proprio allora divenne Senatore di Roma, cioè governatore della città, l'ambizioso Luca Savelli, nipote di Onorio III, che non esitò peraltro a rivoltarsi contro papa Gregorio IX, emanando un editto con il quale venivano dichiarati "possedimenti del popolo romano" molti territori appartenenti alla Chiesa, tra cui la Tuscia: ne nacque una vera e propria guerra, in seguito alla quale il pontefice dovette rifugiarsi in Umbria. Con una sorprendente decisione Federico II si pose allora alla testa di un esercito, con la dichiarata intenzione di sostenere il papa, e si unì, a Montefiascone, con le milizie pontificie guidate da Raniero. L'armata così costituita andò ad assediare, alla fine di agosto dello stesso 1234, l'esercito romano del Savelli, che si era asserragliato nella rocca di Respampani, una decina di chilometri a sud di Viterbo. Dopo una ventina di giorni, peraltro, l'imperatore abbandonò l'assedio, lasciando il comando al cardinale viterbese che, nonostante alcune difficoltà, riuscì ad infliggere ai romani una dura sconfitta, costringendoli a sottoscrivere, nel marzo 1235, pesanti accordi di pace con il pontefice. L'ambiguo comportamento in questa vicenda di Federico II, che forse perseguiva un preciso disegno politico ostile al papa, aumentò ulteriormente le già esistenti distanze tra l'imperatore, da una parte, e Gregorio IX con il suo fedelissimo cardinale, dall'altra: da quel momento non si contarono più i momenti di attrito tra le due parti che culminarono con una pesante scomunica, scagliata dal papa contro Federico II in occasione della domenica delle Palme del 1239.

### Lo scontro con Federico II
Subito dopo la scomunica del 1239 Raniero difese l'operato del papa davanti all'opinione pubblica europea con molti scritti e fu anche il principale dettatore di un celebre manifesto (Ascendit de mari) che indicava con precisione la linea politica da tenere contro l'imperatore. Morto Gregorio IX nel 1241 Raniero fu segregato, con gli altri membri del Sacro Collegio presenti a Roma, nel Settizonio dal senatore di Roma Matteo Rosso Orsini che, per timore dell'incombente presenza di Federico II, pretendeva la rapida elezione di un nuovo pontefice. I cardinali, a questo punto, decisero l'elezione di un "papa di transizione" e lo scelsero nel milanese Goffredo Castiglioni, uomo molto malato, che scelse il nome pontificale di Celestino IV, e morì a soli 17 giorni dall'elezione, rendendo peraltro possibile ai porporati la fuga da Roma, verso la più tranquilla Anagni. Qui ebbe inizio una lunga trattativa per l'elezione del nuovo pontefice, ma la sussistenza di varie ambigue situazioni e la pressante vicinanza dell'imperatore fecero comprendere a Raniero che si andava verso un compromesso con Federico II, da lui non desiderato. Fu pertanto partecipe all'elezione di papa Innocenzo IV, il genovese Sinibaldo Fieschi, ma si ribellò fermamente a qualsiasi concreto accordo con lo Svevo. In questa ottica va vista la decisione di riprendere il controllo della città di Viterbo che, dopo vicende alterne e nonostante una fortissima presenza guelfa, era passata dalla parte di Federico II, grazie anche ad una continua presenza nella città dell'imperatore stesso, che aveva concesso molte gratificazioni ai viterbesi.
Nel 1243 Raniero rientrò a Viterbo e, con un colpo di mano, riportò la città sotto il controllo guelfo, mettendo sotto assedio la guarnigione tedesca presente nel Forte di san Lorenzo. Federico II intervenne prontamente con un grosso esercito, formato da circa 6.000 armati, e pose a sua volta sotto assedio l'intera città. Il Capocci, con una serie di ardite e coraggiose azioni, riuscì a mettere in fuga tutte le forze imperiali, ottenendo una grande vittoria. A questo punto anche Innocenzo IV, che inizialmente aveva disapprovato l'iniziativa del cardinale viterbese, elogiò, visti i risultati ottenuti, l'operato di Raniero, conferendogli i poteri di legato pontificio e versandogli anche importanti aiuti economici. Il cardinale svolse, per circa un anno (1243-44), anche le funzioni di vescovo di Viterbo.
Si giunse così nel 1244 ad un'effimera pace tra il papa e l'imperatore, cui mal si addiceva il ruolo di sconfitto, tanto che Federico II intraprese una serie di iniziative volte a rovesciare il pontefice, che, a sua volta, resosi conto della difficile situazione, decise di riparare a Lione, lasciando Raniero come luogotenente papale del Patrimonio di san Pietro, del Ducato di Spoleto e della Marca di Ancona, nonché legato pontificio in Toscana. Il porporato viterbese mise ogni suo impegno, anche economico, per mantenere alla Chiesa i territori affidatigli, nonostante una forte presenza di armati fedeli alla casa di Svevia, ma al contempo tenne sotto attento controllo ciò che accadeva a Lione, dove il papa aveva convocato un concilio ecumenico per il 24 giugno 1245. Subito prima dell'inizio dei lavori conciliari, avuto sentore che si tentava di trovare un accordo con l'imperatore, Raniero fece diffondere nella città francese due libelli da lui stesso ispirati e nei quali, con una serie di argomentazioni astruse e persino false, Federico II veniva descritto come un eretico ed un vero anticristo. Gli scritti del Capocci ebbero grande successo tra i padri conciliari, creando un clima contrario a qualsiasi compromesso con il sovrano svevo, tanto che Innocenzo IV decise, il 17 luglio 1245, di promulgare una bolla papale con la quale Federico II veniva deposto dal trono, i suoi sudditi erano sciolti dall'obbligo di fedeltà ed i principi tedeschi erano invitati a scegliere un nuovo imperatore: si trattava di una grande vittoria per Raniero. Da quel momento la stella di Federico iniziò a declinare anche se l'imperatore, per ripicca nei confronti del Capocci, con un poderoso esercito riconquistò Viterbo; a sua volta il cardinale riportò sotto il controllo della Chiesa gran parte dell'Umbria e la Marca di Ancona, compresa Jesi, città natale di Federico II.

### Ultimi anni e morte
In quel momento peraltro Innocenzo IV, che pure nel 1246 aveva nominato Raniero legato pontificio anche per il Regno di Sicilia, si rese conto che il cardinale viterbese stava acquisendo un potere eccessivo: lo richiamò quindi in Curia nell'autunno del 1249, affidando ad altri prelati gli incarichi da lui ricoperti.
Fu per Raniero uno smacco dal quale non si riprese più: ormai vecchio e malandato, decise di stabilirsi a Lione, dove si trovava anche la curia pontificia. La sua permanenza nella città francese durò solo pochi mesi: morì infatti a Lione nel 1250, con ogni probabilità il 27 maggio, come si desume da documenti ritrovati in un monastero cistercense. Venne inizialmente sepolto nella storica abbazia cistercense di Citeaux, ma probabilmente i suoi resti vennero successivamente traslati a Viterbo nella chiesa di Santa Maria in Gradi, da lui fatta costruire tra il 1217 ed il 1221 per farne dono all'amico San Domenico; proprio in questa chiesa, nei pressi dell'altare maggiore, vi era infatti una sua lapide funeraria.